# لیتوکستین
لیتوکستین (انگلیسی: Litoxetine) یک داروی ضدافسردگی است که در اوایل دهه ۱۹۹۰ برای درمان افسردگی تحت کارآزمایی‌های بالینی قرار داشت. این دارو به عنوان مهارکننده بازجذب سروتونین و آنتاگونیست گیرنده HT3-5 عمل می‌کند. این دارو دارای ویژگی ضدتهوع قدرتمندی است و برخلاف داروهای مهارکننده انتخابی بازجذب سروتونین (SSRI) چندان با عارضه جانبی تهوع و استفراغ همراه نیست. در اواخر دهه ۱۹۹۰ میلادی روند ساخت و بررسی این دارو متوقف شد.